# Godów (województwo śląskie)

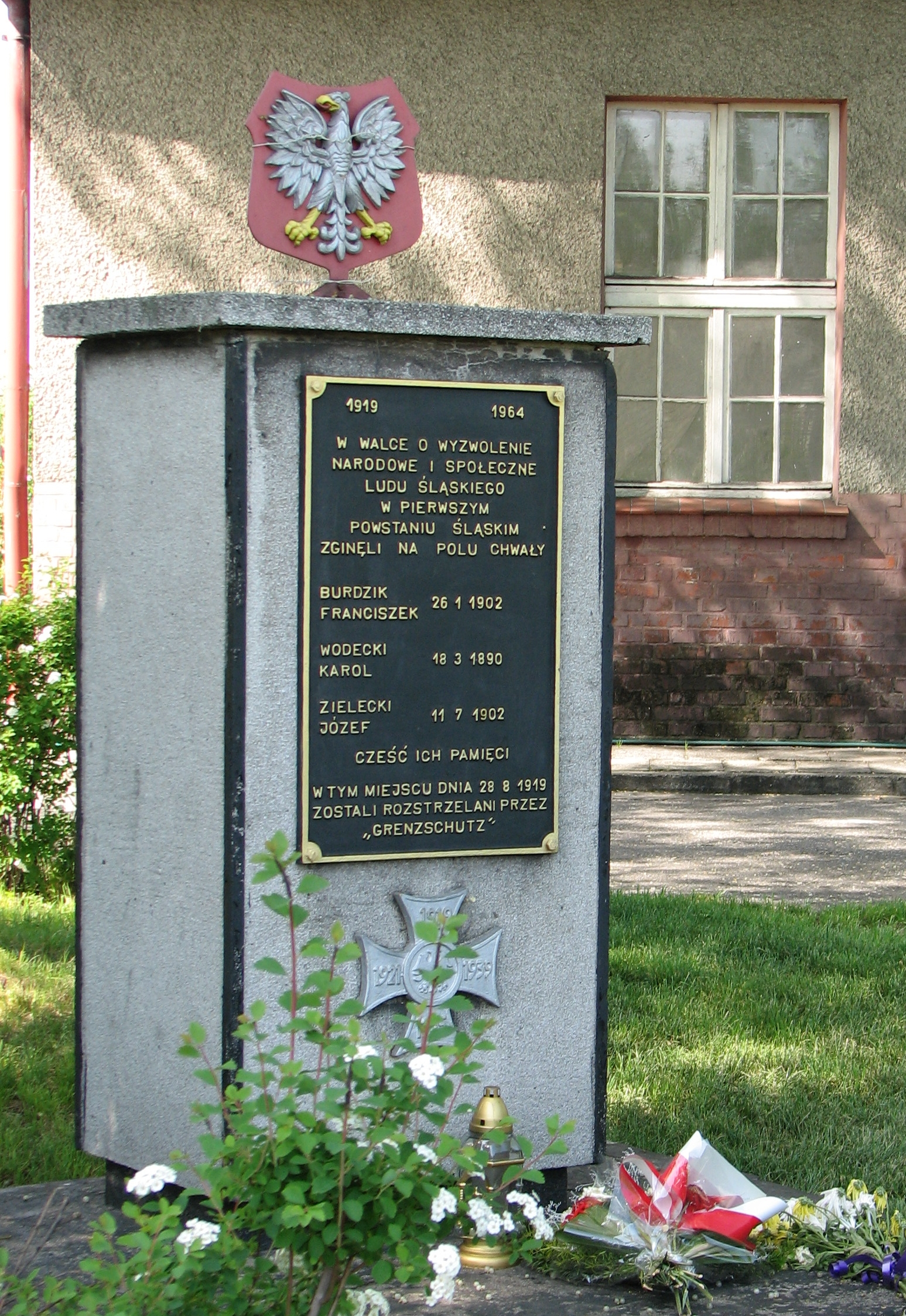
Pomnik poległych powstańców

Godów (niem. Godow) – wieś w Polsce położona w województwie śląskim, w powiecie wodzisławskim, siedziba gminy Godów.

## Położenie geograficzne
Godów znajduje się 9 km na południe od Wodzisławia Śląskiego. Geograficznie leży w dolinie rzeki Olzy, w Kotlinie Ostrawskiej, historycznie zaś na ziemi wodzisławskiej na Górnym Śląsku.
Przez Godów przepływają rzeki: Olza, Szotkówka, Pietrówka i Leśnica. Trzy ostatnie rzeki uchodzą w Godowie do Olzy.

## Nazwa
W alfabetycznym spisie miejscowości na terenie Śląska wydanym w 1830 roku we Wrocławiu przez Johanna Knie. Wieś występuje pod polską nazwą Godowa oraz nazwą zgermanizowaną Godow.

## Historia

### Początki istnienia wsi
Pierwsze wzmianki o Godowie spotyka się w latach 1294, 1300 oraz 1315. Wszystkie one odnoszą się do wsi jako do nowo osadzonej na prawie niemieckim. W roku 1300 Godów figuruje jako wieś osadzona na 21 łanach. Na te lata datowane jest także powstanie godowskiej parafii św. Jakuba. Pierwszym wspomnianym panem na Godowie był Jan Godowski, do którego wieś należała w latach 1430–1456. W roku 1514 Godów jest w rękach Jerzego Godowskiego. Następnie wieś przejął ród Foglarów. W 1632 Godów należy do Jerzego von Fragsteina. Druga połowa XVII wieku to w Godowie czasy rodu Rostków z Bzia. W tym czasie (od XV w.) Godów należał do Wodzisławskiego Państwa Stanowego.
Pod koniec XVII w. wieś przejął P. de Blacha z Lub, następnie Godów był w rękach F. A. de Harras. W 1721 spłonął kościół godowski. Mieszkańcy zbudowali nowy, pw. św. Rodziny.

### Panowanie pruskie
W wyniku wojen śląskich Godów wraz z całą ziemią wodzisławską znalazł się w Królestwie Pruskim. Od 1746 majątek godowski przechodził w szybkim tempie z rąk do rąk. Pod koniec XVIII wieku powstał w Godowie urząd sołtysa, którym został Jerzy Mikołajczyk. Następnie funkcję tę sprawowali właściciele dworu. W XVIII wieku powstała także pierwsza godowska szkoła oraz młyn wodny nad rzeką Szotkówką. Od 1839 panem na Godowie był V. von Helm. Dobra godowskie należały do rodziny von Helm aż do roku 1898.
W 1919 wybuchło I powstanie śląskie. Godowianie brali w nim czynny udział. Godów był także miejscem bitwy w sierpniu 1919 między powstańcami a oddziałem Grenzschutzu. W 1922 znalazł się w granicach Polski.

### Godów w Polsce
Kościół pw. św. Rodziny spłonął w Wielkanoc 1921. Wkrótce zaczęto budować nowy kościół, pw. św. Józefa. Został on poświęcony w 1930. W 1922 nowego właściciela znalazł majątek dworski. Kupił go bowiem hrabia Henryk Larysz-Mönnich z Karwiny, który posiadał go do 1945.
W okresie międzywojennym w miejscowości stacjonowała placówka Straży Granicznej I linii „Godów”.
Podczas II wojny światowej przez Godów przez 6 tygodni – od marca do maja 1945, biegła linia frontu. Ostatecznie po 6 latach hitlerowskiej okupacji, 1 maja 1945 do Godowa wkroczyła Armia Czerwona. Godów był wolny, ale zniszczony: zniszczona została wieża kościelna oraz wszystkie mosty w Godowie. W latach 1975–1998 miejscowość administracyjnie należała do województwa katowickiego. Dzisiaj Godów jest dużą wsią w powiecie wodzisławskim oraz siedzibą władz gminy.
W latach 1945–1991 stacjonowała tu strażnica Wojsk Ochrony Pogranicza. Z dniem 16 maja 1991 strażnica została przejęta przez Straż Graniczną i funkcjonowała do 15 sierpnia 2005, kiedy to została rozformowana.
W 1928 r. w Godowie urodził się aktor Franciszek Pieczka.

## Turystyka
- Przez miejscowość przebiega międzynarodowa trasa rowerowa EuroVelo 4 (Szlak Europy Centralnej) – w Polsce wyznakowana jako R-4 , obecnie od granicy polsko-czeskiej do Krakowa. Trasa ta ma w gminie wspólny przebieg z  czerwoną trasą rowerową nr 24, tzw. Pętlą rowerową Euroregionu Śląsk Cieszyński.
- Pieszy turystyczny  Szlak im. Powstańców Śląskich (18,40 km) → trasa: Szeroka – Godów[7]
- Żelazny Szlak Rowerowy (43 km)

## Ochrona środowiska
Według raportu Światowej Organizacji Zdrowia w 2016 roku Godów został sklasyfikowany jako ósma najbardziej zanieczyszczona miejscowość Unii Europejskiej.